# James Leonard Corning

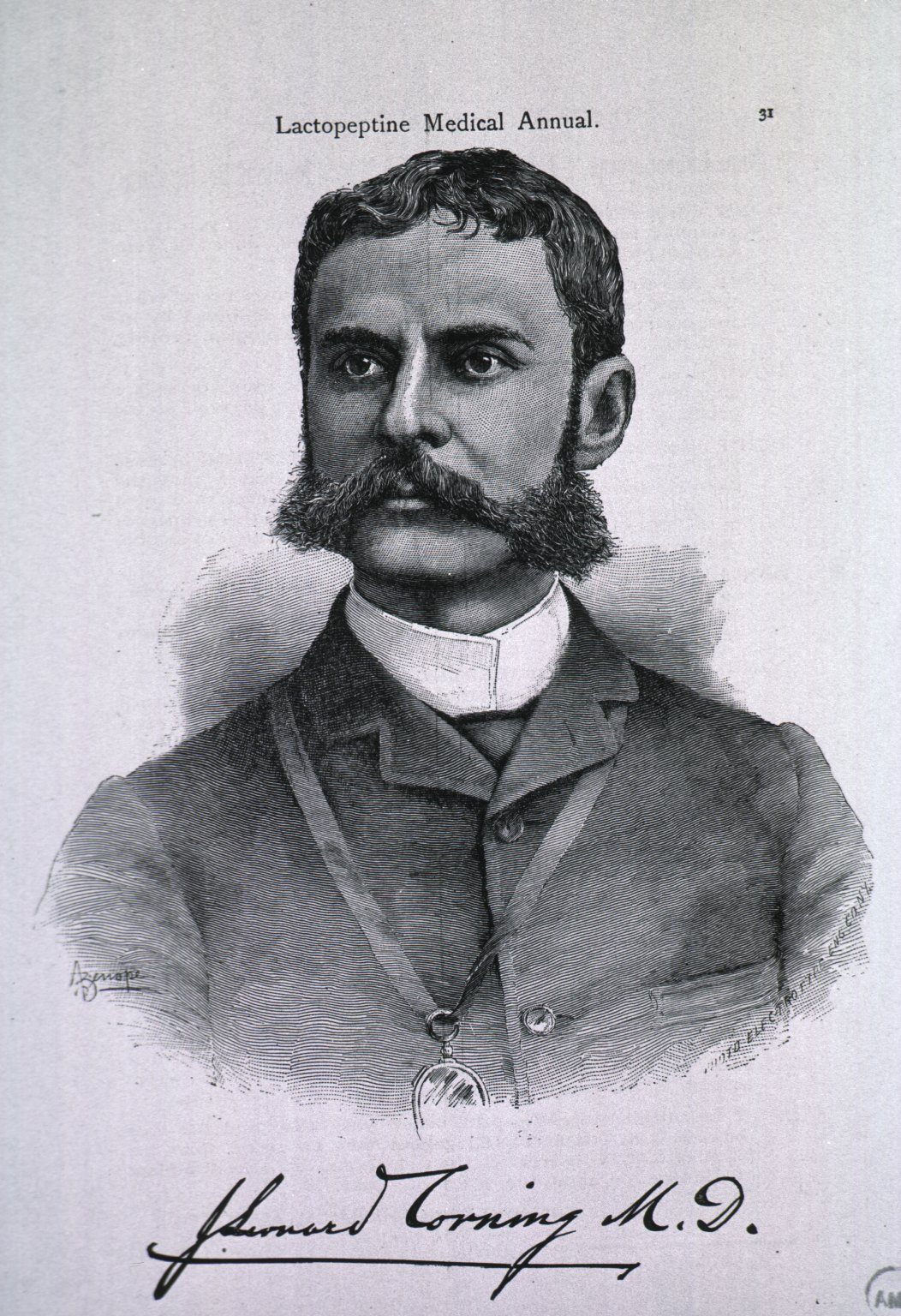
James L. Corning

James Leonard Corning (ur. 1855, zm. 1923) – amerykański lekarz neurolog, praktykował w Nowym Jorku. Pamiętany jest za prace nad punkcją lędźwiową i wczesne eksperymenty nad leczeniem drgawek poprzez stymulację nerwu błędnego. 

## Wybrane prace
- A Treatise on headache and neuralgia: Including Spinal Irritation and a Disquisition on Normal and Morbid Strain (1894)
- A Treatise on Hysteria and Epilepsy: With Some Concluding Observations on Epileptic Insomnia (1888)
- Carotid compression and brain rest. A.D.F. Randolph & Co. (1882)
- Brain exhaustion, with some preliminary considerations on cerebral dynamics (D. Appleton and company, 1884)
- Pain in Its Neuro-pathological, Diagnostic, Medico-legal, and Neuro-therapeutic Relations (J.B. Lippincott company, 1894)